# Angelica Ross
Angelica Love Ross (Kenosha, 28 de novembro de 1980) é uma atriz e cantora americana. Ela é mais conhecida por interpretar Candy em Pose. Uma autodidata em programação de computadores, Ross tornou-se fundadora e CEO da TransTech Social Enterprises, uma empresa que auxilia na empregabilidade de pessoas trans na indústria de tecnologia.

## Filmografia

### Cinema
| Ano  | Título                            | Papel              | Notas          |
| ---- | --------------------------------- | ------------------ | -------------- |
| 2005 | Natale a Miami                    | Sharon             |                |
| 2010 | Bella Maddo                       | Convidada da festa | Curta-metragem |
| 2017 | Missed Connections                | Jennifer           | Curta-metragem |
| 2017 | The Heart of a Woman              | Terri              | Curta-metragem |
| 2020 | Disclosure: Trans Lives on Screen | Ela Mesma          | Documentário   |
| 2021 | Music                             | Médica de urgência |                |
| 2022 | Framing Agnes                     | Georgia            | Curta-metragem |
| 2022 | BRUTAL                            | Sigrid             | Curta-metragem |
| 2022 | Captain Zero: Into The Abyss      | Dra. Niobe         | Curta-metragem |

### Televisão
| Ano       | Título                                | Papel           | Notas                             |
| --------- | ------------------------------------- | --------------- | --------------------------------- |
| 2016      | Her Story                             | Paige           | 5 episódios                       |
| 2017      | Doubt                                 | Valentina       | Episódio: "Clean Burn"            |
| 2017      | Claws                                 | Relevance       | 3 episódios                       |
| 2017      | Danger & Eggs                         | Mayor           | 3 episódios                       |
| 2017      | Transparent                           | Diana Ross Diva | Episódio: "Born Again"            |
| 2018-2021 | Pose                                  | Candy           | 15 episódios                      |
| 2019      | American Horror Story: 1984           | Donna Chambers  | 9 episódios                       |
| 2019      | King Ester                            | Denise          | Episódio: "Insurance"             |
| 2021      | American Horror Story: Double Feature | A Química       | 3 Episódios                       |
| 2021      | American Horror Story: Double Feature | Theta           | 4 Episódios                       |
| 2022      | Dead End: Paranormal Park             | Margie          | Episódio: "Wait Time: 22 Minutes" |

## Teatro
| Ano  | Título  | Papel      | Notas    |
| ---- | ------- | ---------- | -------- |
| 2022 | Chicago | Roxie Hart | Broadway |

## Discografia
Singles
- 2021: "Fierce" (com Ultra Naté feat. Mila Jam)
- 2022: "Only You"